# Glacial lake outburst flood
Glacial lake outburst flood (förkortat GLOF) är ett våldsamt flöde som uppstår när en fördämningen av en issjö (glaciärsjö) brister. Fördämningen kan bestå av is eller ändmorän. Begreppet GLOF används vanligen om fenomenet i Himalaya. Ett liknande fenomen är jökellopp. 